# Sacrifice humain chez les Aztèques

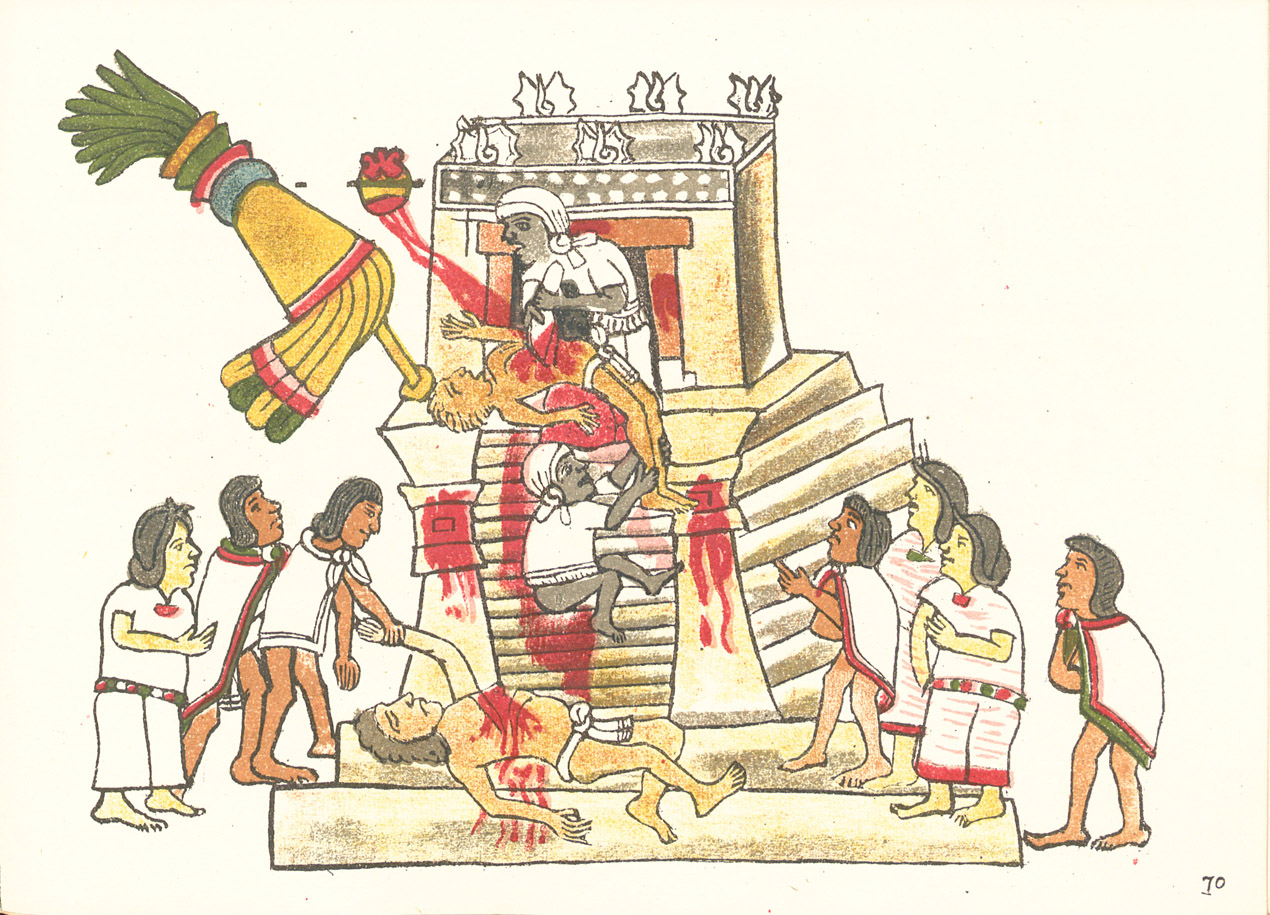
Cérémonie sacrificielle aztèque (Codex Magliabechiano, f.70r).

Le sacrifice humain était, dans la civilisation aztèque, comme dans la plupart des civilisations précolombiennes de Mésoamérique, un rite extrêmement courant et essentiel comme l'attestent plusieurs documents indigènes et espagnols ainsi que de nombreuses découvertes archéologiques. Les méthodes de sacrifice et les types de victimes sacrifiées étaient très variés. Les plus documentés sont l'autosacrifice par extraction de sang et le sacrifice par cardiectomie (ablation du cœur) d'esclaves et des prisonniers de guerre, dans un lieu sacré qui était le plus souvent un temple au sommet d'une pyramide.
Au cours de la colonisation des Amériques, les Espagnols ont fréquemment justifié moralement leur conquête des territoires indigènes et l'évangélisation des peuples qui y vivaient par la nécessité d'abolir cette pratique religieuse jugée diabolique. 

## Historiographie

### Sources

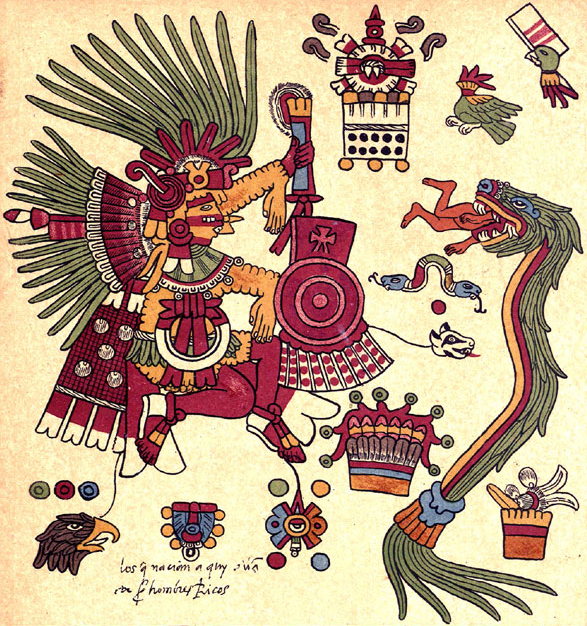
La page 12 du Codex Borbonicus représente un prêtre portant les attributs de Xipe Totec et vêtu de la peau d'une victime sacrifiée en honneur à cette divinité.

#### Codex mésoaméricains
Le Codex Borbonicus illustre les différentes cérémonies sacrificielles associées aux treizaines du calendrier aztèque rituel (le « tonalpohualli »).
Les codex du groupe Borgia, bien qu'il ne semble pas qu'ils aient été produits à Mexico-Tenochtitlan mais entre Puebla et Tlaxcala, comportent également de nombreuses scènes de sacrifice humain représentatives de ces rites chez des populations de culture très similaire à celle des Mexicas.
Les codex mixtèques et mayas, bien qu'ils ne décrivent pas les cérémonies des peuples de l'Empire aztèque, reflètent le mode de pensée mésoaméricain et sont donc, à ce titre, une source d'information complémentaire sur le sens des rites sacrificiels dans l'ensemble de cette aire culturelle.

#### Témoignages et travaux historiques coloniaux
Peu d'Espagnols, parmi ceux qui ont été  témoins directs de sacrifices, ont écrit à leur sujet. De plus, la plupart des conquistadors chroniqueurs les ont évoqués rapidement, sans donner de détails.
Selon la mésoaméricaniste Yolotl González Torres, les deux sources qui apportent les témoignages les plus intéressants sur les sacrifices aztèques, parmi les ouvrages rédigés peu après la conquête de l'Empire aztèque, à l'époque coloniale, sont les textes de Bernardino de Sahagún et Diego Durán.

#### Découvertes archéologiques

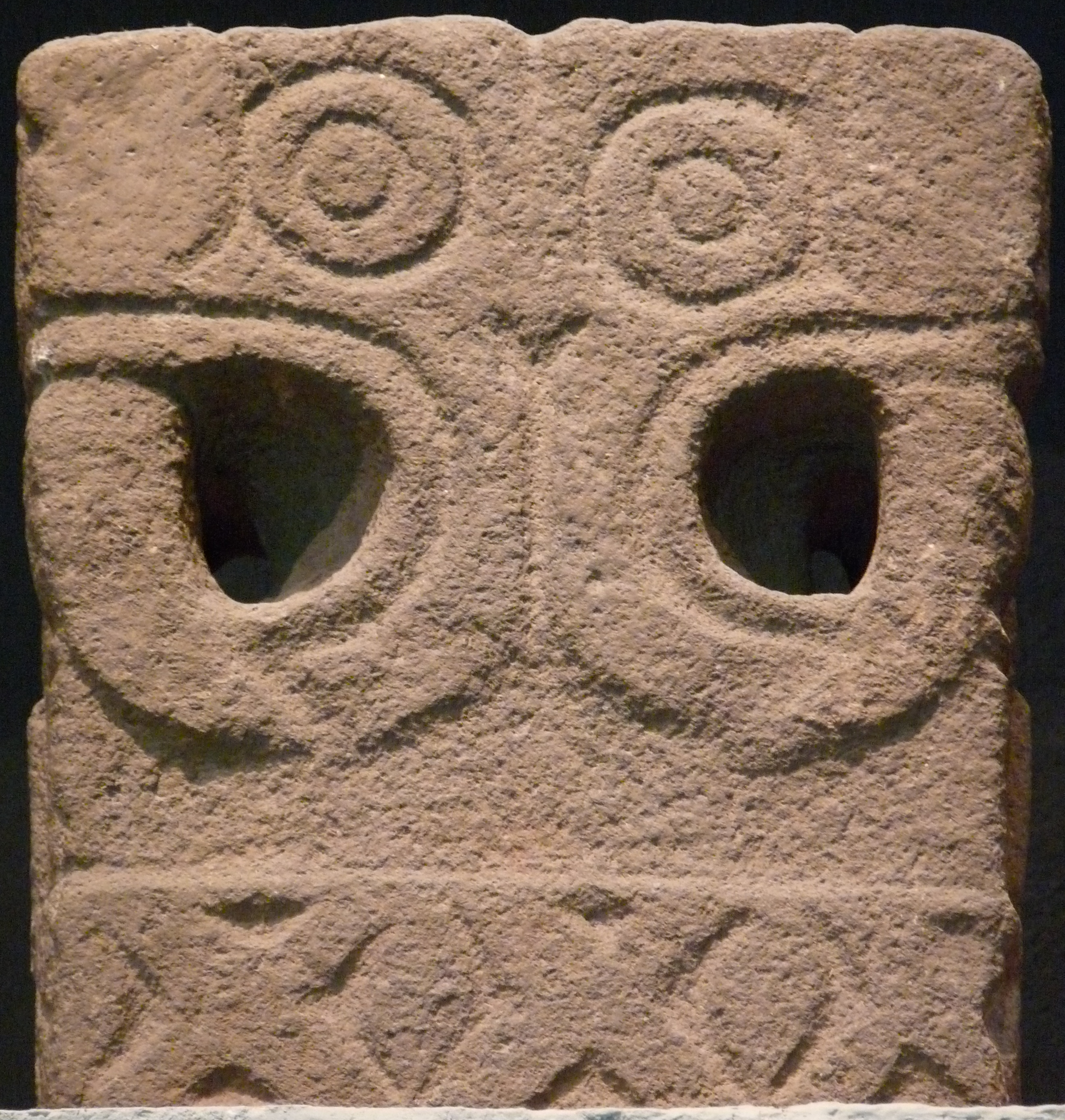
Autel de sacrifice (salle mexica du musée national d'anthropologie de Mexico).

L'archéologie a permis de retrouver, à partir de son développement au Mexique au XIXe siècle, de nombreux objets et monuments liés aux sacrifices humains (couteaux et autels de sacrifice, offrandes, cuauhxicallis, tzompantlis), dont certains gardaient encore des traces de sang humain. Des restes humains portant des marques les identifiant clairement comme des victimes de sacrifice ont également été retrouvés dans le sous-sol de plusieurs sites religieux aztèques, comme lors des fouilles du Templo Mayor.

#### Travaux historiques contemporains
La plupart des recherches sur le sacrifice ainsi que celles sur la Mésoamérique évoquent la pratique du sacrifice humain chez les Aztèques.
Les premières études spécialisées de référence sur ce sujet sont parues à partir de la seconde moitié du XXe siècle d'auteurs comme Alfonso Caso et Laurette Séjourné.
Dans un des ouvrages de référence sur le sujet,  Yolotl Gonzalez Torres cite, parmi les auteurs des principales études sur le sacrifice humain chez les Aztèques : Miguel León-Portilla, Christian Duverger, Sherbourne F. Cook, Michael Harner, Marvin Harris, Arthur Demarest, Martha Ilia Nájera Coronado et Guilhem Olivier.

### Négationnisme et minimisations
La minimisation de la violence des sacrifices humains chez les Aztèques a commencé dès Bartolomé de Las Casas, qui non seulement les a présentés de manière positive comme l'expression d'une grande piété, mais a affirmé que leur nombre était inférieur à cinquante par an, en arguant que dans le cas contraire le nombre d'habitants n'aurait pas pu être aussi élevé dans l'empire aztèque.
Eulalia Gúzman, en 1958, a nié l'existence-même de ces sacrifices. Cette théorie a été reprise et développée dans une thèse de Peter Hassler en 1992, qui prétendait démontrer qu'il s'agissait d'une invention des Espagnols pour justifier leur conquête.
Laurette Séjourné, en 1971, considérait que le principal but des sacrifices humains, dans les sociétés amérindiennes, était de supprimer l'agressivité et l'égoïsme.
Les spécialistes contemporains comme Michel Graulich critiquent ces points de vue pour leur manque d'objectivité, et les considèrent comme de simples réactions émotionnelles à un sujet inquiétant et dérangeant.

## Origines
Selon les croyances aztèques, c'est Tezcatlipoca, dieu de la nuit et de la mort, qui aurait donné aux Aztèques la coutume des sacrifices humains. Il aurait chassé de Tula le dieu Quetzalcóatl, qui s'opposait au sacrifice des humains.
On a donc longtemps attribué aux Aztèques l'implantation des sacrifices humains en Mésoamérique.
Cependant, il est avéré que cette pratique remonte au moins aux Olmèques, la première civilisation mésoaméricaine documentée.

## Fonction des sacrifices

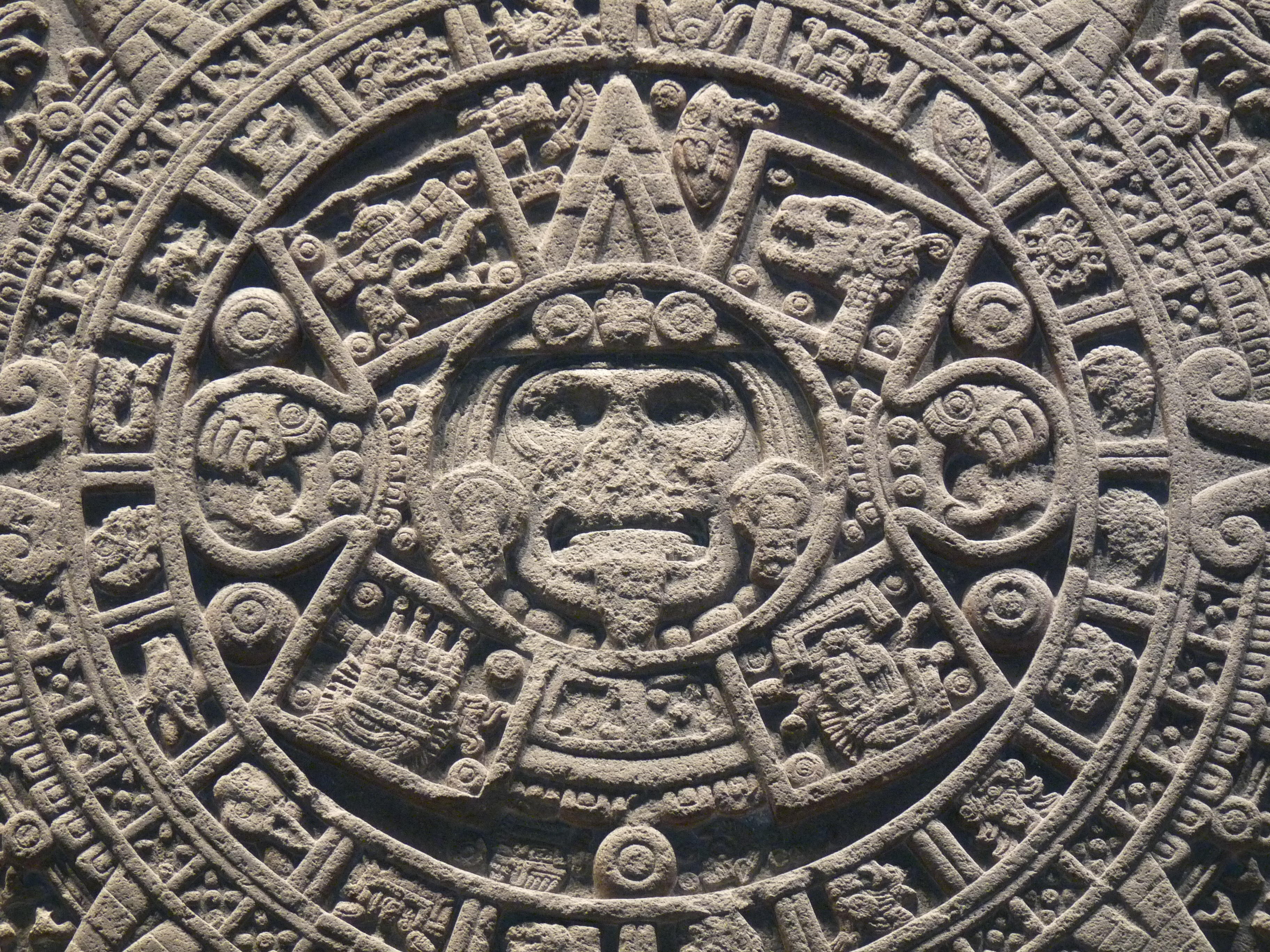
Les deux premiers cercles du monolithe appelé Pierre du Soleil évoquent la légende des soleils, selon laquelle le monde aurait déjà été détruit à quatre reprises et selon laquelle cinq Aztèques auraient dû sacrifier 400 de leurs frères pour que la Terre et le Soleil puissent s'en alimenter et éviter ainsi une cinquième destruction.

La principale fonction des sacrifices humains aztèques avancée par une majorité des sources était d'ordre religieux car les Aztèques croyaient qu'ils alimentaient les dieux et maintenaient ainsi l'équilibre du cosmos. Il existe en effet plusieurs mythes montrant cette fonction des sacrifices.
Toutefois, selon Michel Graulich, cette explication néglige d'autres fonctions.

### Fonction religieuse

#### Dans la mythologie aztèque
Les mythes cosmogoniques aztèques sont imprégnés de références aux sacrifices humains comme un élément nécessaire au fonctionnement et à l'équilibre du cosmos. On en retrouve par exemple dans le mythe de la création du monde, dans lequel la déesse-terre Tlaltecuhtli réclame des cœurs humains et refuse de donner ses fruits avant d'être arrosée de sang ; de même, dans le mythe de la création du Soleil et de la Lune, le sacrifice des dieux Nanahuatzin et Tecciztecatl leur permet de renaître sous la forme de ces astres puis le sacrifice des autres dieux est également nécessaire pour que le Soleil commence à se déplacer dans le ciel. Dans le mythe nahua de la Légende des soleils, la déesse-Terre donne le jour aux 400 Mimixcoas et à 5 Mecitin (c'est-à-dire des Mexicas) ; comme les Mimixcoas se laissent aller à la luxure et à la boisson et ne ramènent donc rien de la chasse, les cinq Mecitin sont chargés de tuer les 400 Mimixcoas pour que la Terre et le Soleil puissent s'en alimenter.
Ce rôle régulateur est également lié à la légende des soleils, selon laquelle les dieux avaient successivement créé plusieurs mondes ou « soleils » qui furent chaque fois anéantis avec leurs habitants ; les sacrifices humains devaient apaiser les dieux afin qu'ils ne détruisent pas encore le monde actuel. Les Aztèques pensaient aussi que les sacrifices permettaient au Soleil de continuer sa course dans le ciel. Les sacrifices donnés en l'honneur du dieu Tlaloc devaient éviter la sécheresse et les inondations.

#### Expiation
K. Th. Preuss, en 1902, a appliqué aux sacrifices humains aztèques la théorie d'Orozoco y Berra selon laquelle le sacrifice est avant tout l'expiation d'une faute, en s'appuyant sur des extraits de l'œuvre de Sahagún. Cette théorie a cependant été critiquée par Eduard Seler, qui lui opposa que les mythes aztèques montrent que la fonction principale des sacrifices était de sustenter les dieux.

#### Libération du tonalli
Dans la pensée aztèque, le sacrifice humain permet en effet de libérer une énergie appelée « tonalli », liée en particulier à la tête, au sang (que les Aztèques désignaient par la métaphore « chalchiuatl », « eau précieuse ») et au cœur.

### Fonctions politiques

#### Contrôle de l'empire par la terreur
Les sacrifices avaient en outre une fonction politique d'élimination des opposants et de maintien de l'ordre par la terreur. En effet, l'Empire aztèque étant perpétuellement agité par les révoltes des cités tributaires, la répression de celles-ci donnait lieu également au sacrifice d'une partie de la population révoltée. Les grandes cérémonies exceptionnelles, où un très grand nombre de victimes étaient sacrifiées, servaient également à impressionner et terroriser les populations sous domination aztèque, qui étaient invitées, avec leurs dirigeants, à assister au sacrifice de milliers de prisonniers et d'esclaves.

#### Légitimation de l'expansionnisme militaire
Arthur Demarest a avancé la théorie, reprise dans de nombreuses sources, que la religion aztèque non seulement légitimait l'expansionnisme militaire, mais également que les sacrifices humains liés aux guerres de conquête seraient devenus un des principaux moteurs de l'expansion de l'Empire aztèque.
Michel Graulich a objecté que seule la guerre fleurie avait pour but la capture de victimes à sacrifier et qu'elle n'était pas destinée à conquérir de nouveaux territoires puisqu'elle n'était organisée que contre les cités de la vallée de Puebla. Les autres guerres étaient toujours motivées par d'autres motifs ordinaires, comme la suspension des échanges commerciaux.

#### Régulation démographique
Le démographe Sherburne F. Cook a interprété l'importante augmentation du nombre de sacrifices humains dans la seconde moitié du XVe siècle comme une tentative de régulation collective d'une surpopulation du Mexique central. Cette idée a été reprise par Eric Wolf en 1962, pour qui toutefois l'explication était insuffisante, puis par R.C. Padden en 1967, qui a considéré l'instrumentalisation politique du sacrifice humain comme une spécificité aztèque qu'il a attribuée à Tlacaelel.

### Valorisation sociale
Être sacrifié était, dans la mythologie inculquée par les religieux aztèques, considéré comme une chance et un honneur ; en effet, leur condition dans la vie qu'ils pensaient trouver dans l'autre monde dépendait, selon leurs croyances, non de leurs actions sur terre mais de la façon dont ils mourraient, le sacrifice faisant partie des plus glorieuses. Ainsi, les guerriers sacrifiés étaient censés se rendre au ciel oriental près du Soleil puis revenir sous la forme d'un colibri au bout de quatre ans. De plus, la famille des sacrifiés était valorisée socialement. Tout cela explique que de nombreux Aztèques acceptaient de sacrifier leurs proches ou de se porter volontaire pour le sacrifice.

### Fonction nutritive
Certains chercheurs ont émis l'hypothèse que l'apport en protéines des aliments dont disposaient les Aztèques était insuffisant, en raison de l'absence de grands mammifères terrestres domesticables, et que les sacrifices humains avaient pour fonction principale de pallier cette carence nutritionnelle.
Cette théorie, en particulier quand elle a été diffusée par le New York Times, a été critiquée par la majorité des spécialistes de la Mésoamérique. Michael Harner a notamment accusé les chercheurs mexicains de minimiser le cannibalisme aztèque par nationalisme ; Bernardo R. Ortiz de Montellano, en particulier, a publié en 1979 un article détaillant les failles de l'analyse de Harner, en démontrant notamment que le régime alimentaire aztèque était équilibré, varié et suffisamment riche en protéines, grâce à la pêche d'une abondante faune aquatique et la chasse de nombreux oiseaux, et que donc l'anthropophagie ne pouvait pas être une nécessité, car elle n'aurait pas pu améliorer significativement un apport en protéines déjà suffisant.
Michel Graulich a apporté d'autres éléments de critique. Il affirme que si cette théorie était exacte, la chair des victimes aurait dû être distribuée au moins autant aux gens modestes qu'aux puissants, mais il semble que ce n'était pas le cas ; il ajoute que seules les grandes villes pratiquaient le sacrifice humain de masse, et que ce phénomène n'a pas été prouvé dans la plupart des autres populations mésoaméricaines, dont l'alimentation semble pourtant comparable à celle des Aztèques.

## Participants

### Sacrifiants

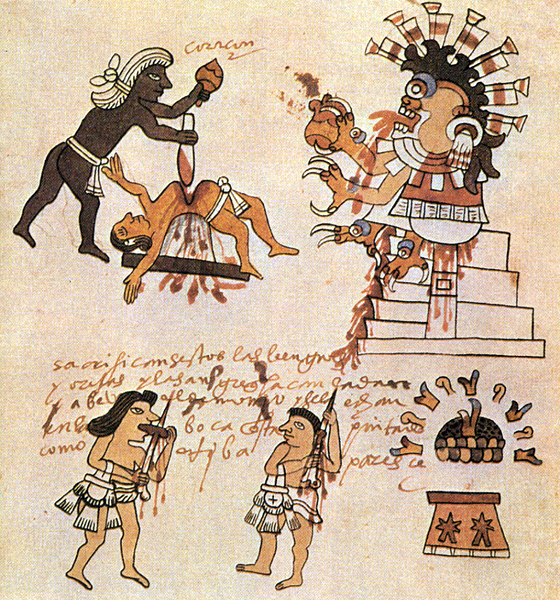
Sacrifice humain par cardiectomie, en haut à gauche, et par autosacrifice, en bas (Codex Tudela, folio 21).

Un individu pouvait offrir un autre être humain en sacrifice, généralement pour asseoir et protéger sa réussite sociale, mais uniquement s'il faisait partie des dignitaires (pipiltin, guerriers, prêtres, pochtecas) ; les gens du peuple (« macehualtin ») ne pouvaient offrir que de la nourriture, de petits animaux (le plus souvent des cailles) ou leur propre sang par autosacrifice (automutilation avec des poinçons en os ou des épines de maguey).
Les calpulli (communautés de quartier) et les corporations pouvaient aussi organiser des sacrifices à vocation principalement religieuse, pour le bien-être de la communauté.
Les cérémonies sacrificielles organisées officiellement par l'État avaient une importance autant politique que religieuse.

### Sacrificateurs
Comme dans tous les systèmes religieux organisés, et particulièrement les religions étroitement liées à un État, seuls les prêtres (et dans quelques occasions, le chef d'État mexica, le huey tlatoani) pouvaient réaliser les rites importants tels que les sacrifices humains.
Plusieurs sources, en particulier des codex coloniaux, décrivent les prêtres sacrificateurs vêtus d'un tissu blanc et d'un cache-sexe (maxtlatl). Cependant, il est plus probable, surtout pour certaines cérémonies, qu'ils revêtaient une tenue symbolique du dieu auquel était dédié le sacrifice, comme l'affirme Diego Durán et comme on peut le constater dans quelques codex préhispaniques comme le Borbonicus.

### Sacrifiés

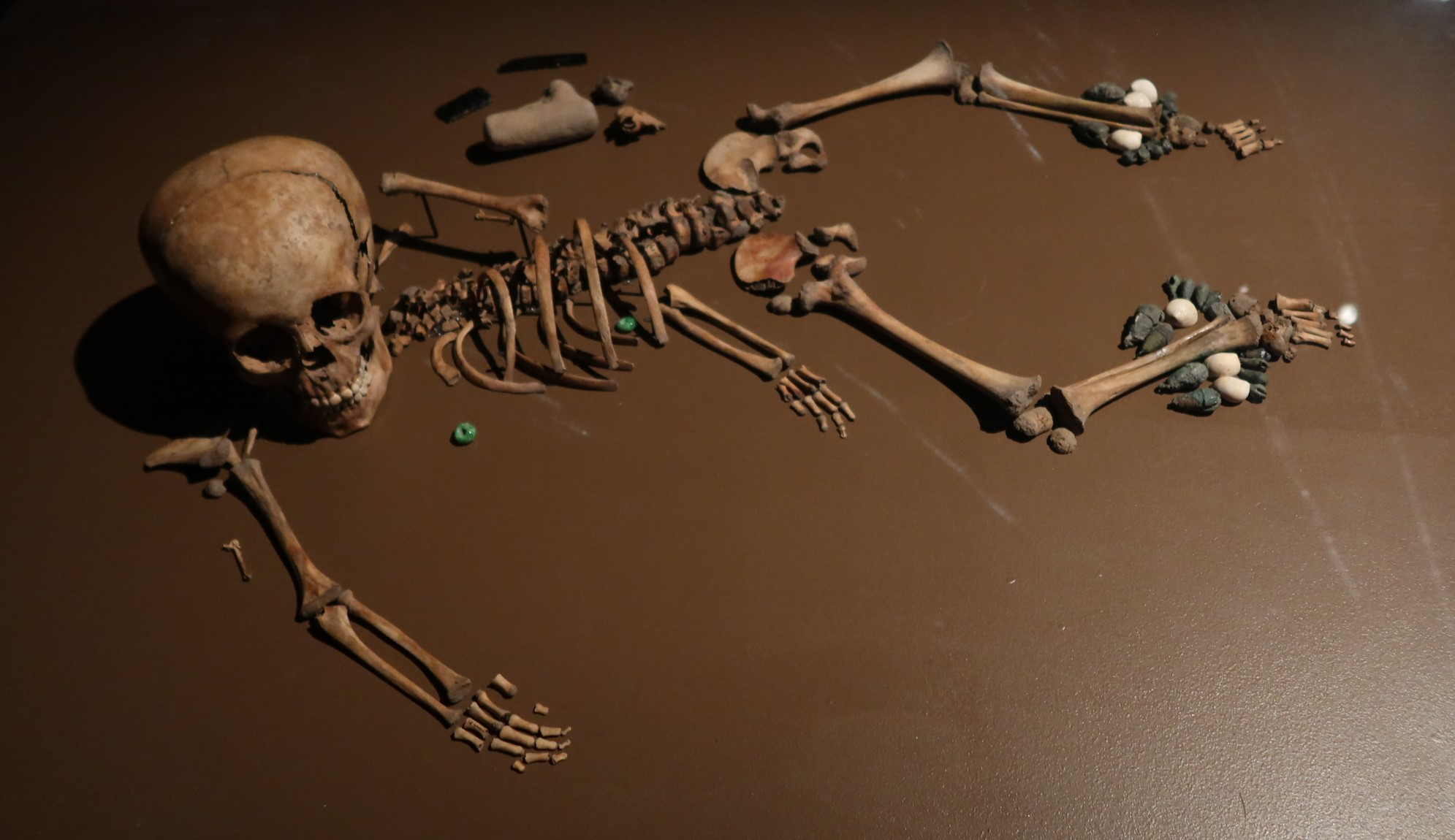
Squelette d'enfant avec divers ornements. Son sacrifice était destiné à apaiser le dieu de la pluie Tlaloc.

Si, probablement, ce sont au départ essentiellement des esclaves qui étaient sacrifiés, comme cela resta le cas dans la civilisation maya, le caractère expansionniste de l'Empire aztèque fit des prisonniers de guerre les principales victimes des sacrifices humains avec les esclaves. Réciproquement, le besoin de captifs à sacrifier augmenta avec l'expansion de l'Empire et explique les guerres perpétuelles des souverains successifs.
On sacrifiait également des condamnés, et certains rituels exigeaient le sacrifice de nobles, de femmes vierges, d'enfants ou encore de « personnes marquées », c'est-à-dire présentant une particularité physique, comme les nains et les bossus. Certains Aztèques se portaient aussi volontaires pour être sacrifiés, afin d'être ainsi divinisés, car ils croyaient que leur destin après la mort dépendait non pas de leurs actions sur terre mais de la façon dont ils mouraient, et les deux morts qu'ils considéraient comme les plus glorieuses étaient la mort au combat et le sacrifice. Cette croyance était largement répandue en Mésoamérique : cela permet d'expliquer que les ennemis capturés ne résistaient pas quand ils étaient sacrifiés, d'autant qu'ils étaient épuisés après leur voyage du champ de bataille au temple, qu'ils trouvaient dans le sacrifice un moyen digne d'échapper à une vie d'esclave et qu'ils étaient probablement, au moins parfois, drogués[réf. nécessaire].

## Cérémonie sacrificielle

### Lieu

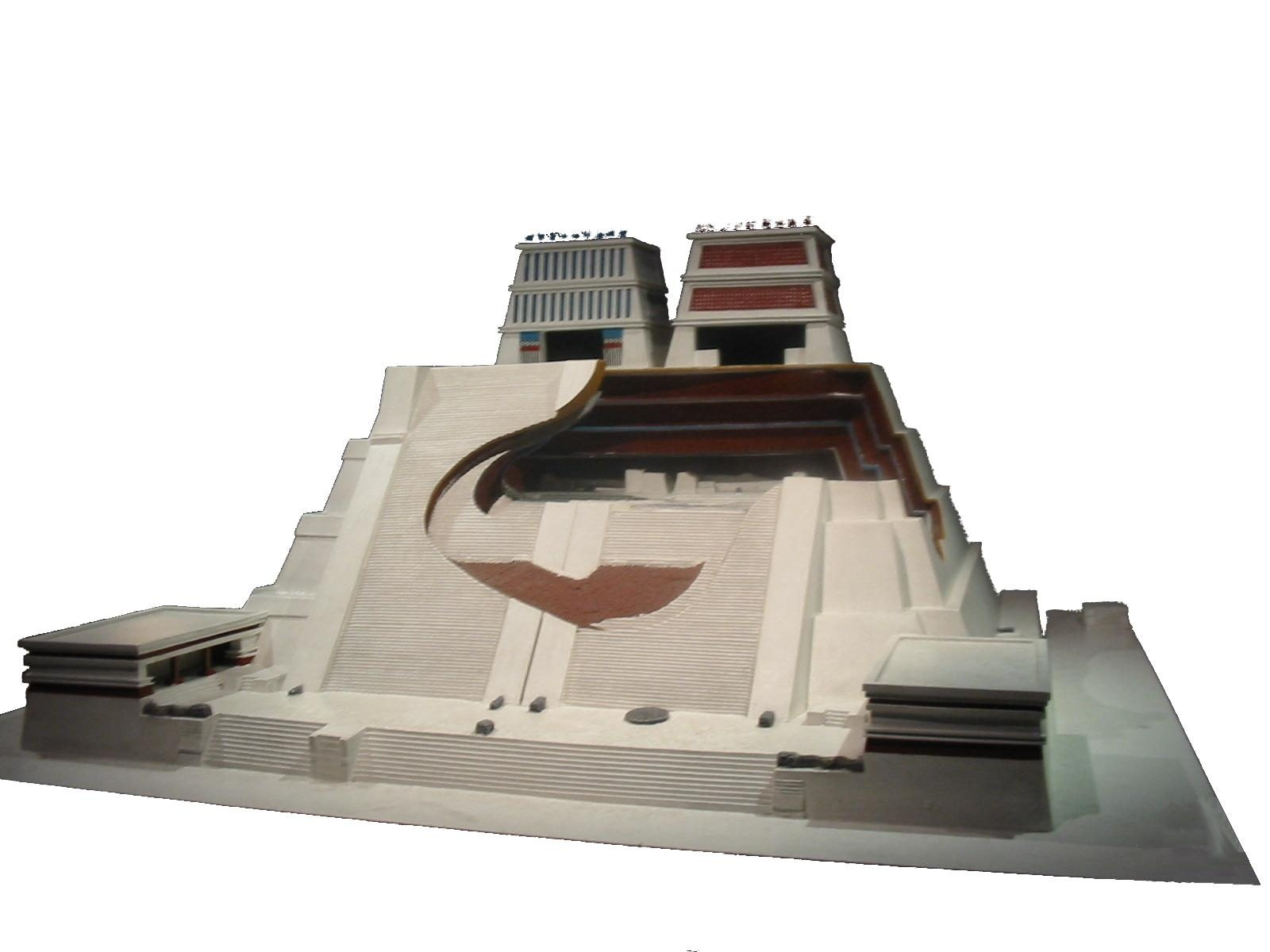
Maquette de la grande pyramide du Templo Mayor de Mexico-Tenochtitlan.

Les sacrifices avaient généralement lieu dans la cité, dans une enceinte cérémonielle et sacrée, devant un temple, le plus souvent en haut d'une pyramide (qui reproduisait la forme symbolique des montagnes rapprochant la terre du ciel, dont la montée était assimilée à l'approche vers le dieu, le sommet abritant le temple-caverne des dieux), sur un autel de sacrifice (« téchcatl », « cuauhxicalli » ou « temalacatl »). Cependant, les lieux de culte étaient très variés et on sacrifiait également, en fonction des circonstances, dans d'autres sites sacrés tels que le terrain du jeu de balle, la lagune, les montagnes (comme celle de Tepetzinco, de Cuauhtépetl, de Zacatépec ou de Huixalchtécatl), les croisées des chemins ou encore le champ de bataille.
De nombreux sacrifices avaient lieu dans l'enceinte sacrée du Templo Mayor de Mexico-Tenochtitlan, qui était considérée par les Aztèques comme le centre du monde, au sommet de la pyramide à degrés dédiée aux dieux Huitzilopochtli et Tlaloc.
La présence d'une sculpture monolithique représentant Coyolxauhqui démembrée, au bas de l'escalier de la pyramide principale, a été interprétée comme une mise en scène symbolique du mythe de la naissance de Huitzilopochtli, et a permis d'interpréter le sanctuaire de Huitzilopochtli comme un symbole du Coatepec. Dans ce mythe, la grossesse miraculeuse de Coatlicue indispose sa fille Coyolxauhqui et ses quatre cents fils, les Centzon Huitznahua. Ils décident de tuer leur mère, lorsqu'elle accouchera au sommet du Coatepec, mais Huitzilopochtli sort, armé, du ventre de sa mère, tue sa sœur, la démembre et précipite les morceaux au bas de la montagne. Ensuite il poursuit ses frères et les extermine. La présence de la sculpture de Coyolxauhqui au bas des escaliers qui mènent au temple de Huitzilopochtli permet d'interpréter que lorsqu'une victime était immolée au sommet du temple et que son corps était précipité vers le bas, c'était une répétition symbolique de cet épisode du mythe.
La cérémonie se déroulait en public : l’enceinte du Templo Mayor de Mexico-Tenochtitlan pouvait contenir autour du temple principal 8 000 à 10 000 personnes.

### Rituels accompagnant le sacrifice
Avant le sacrifice, on faisait chanter et danser la victime pendant des heures, voire des jours pour qu'elle dépense son énergie. Le prêtre s’enduisait de cendres de plantes vénéneuses et d’animaux venimeux qui le plongeaient dans un état second.
La cérémonie se jouait au son de tambours monoxyles (teponaztli).

### Méthodes de sacrifice

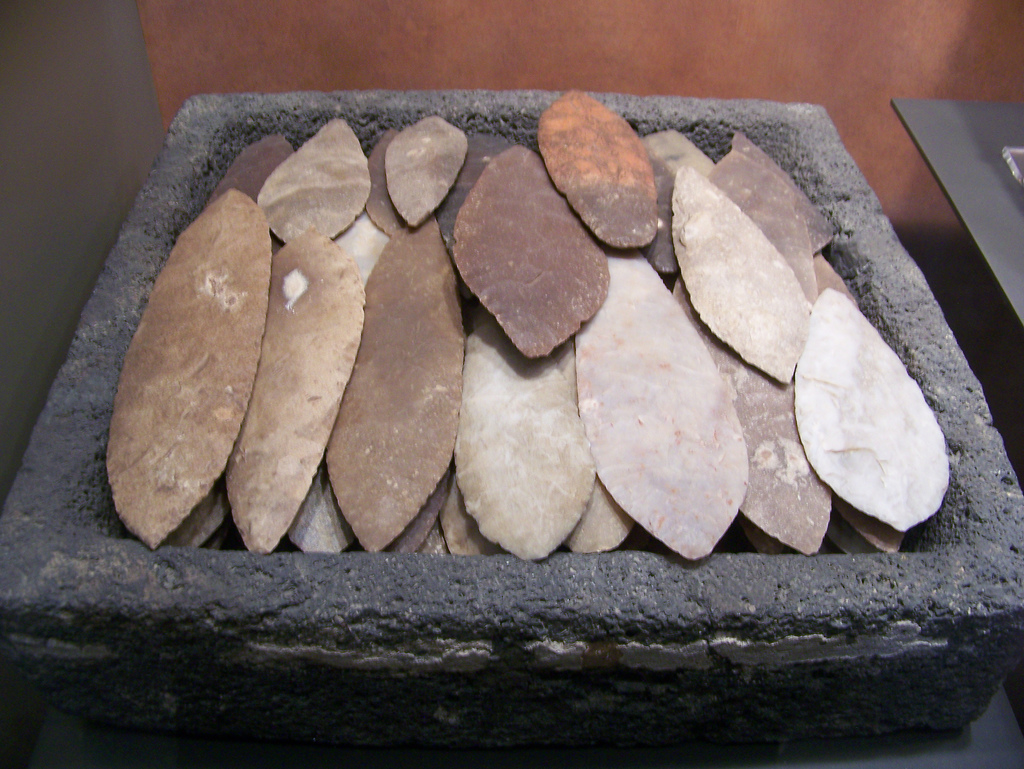
Couteaux de sacrifice en silex (musée national d'anthropologie de Mexico).

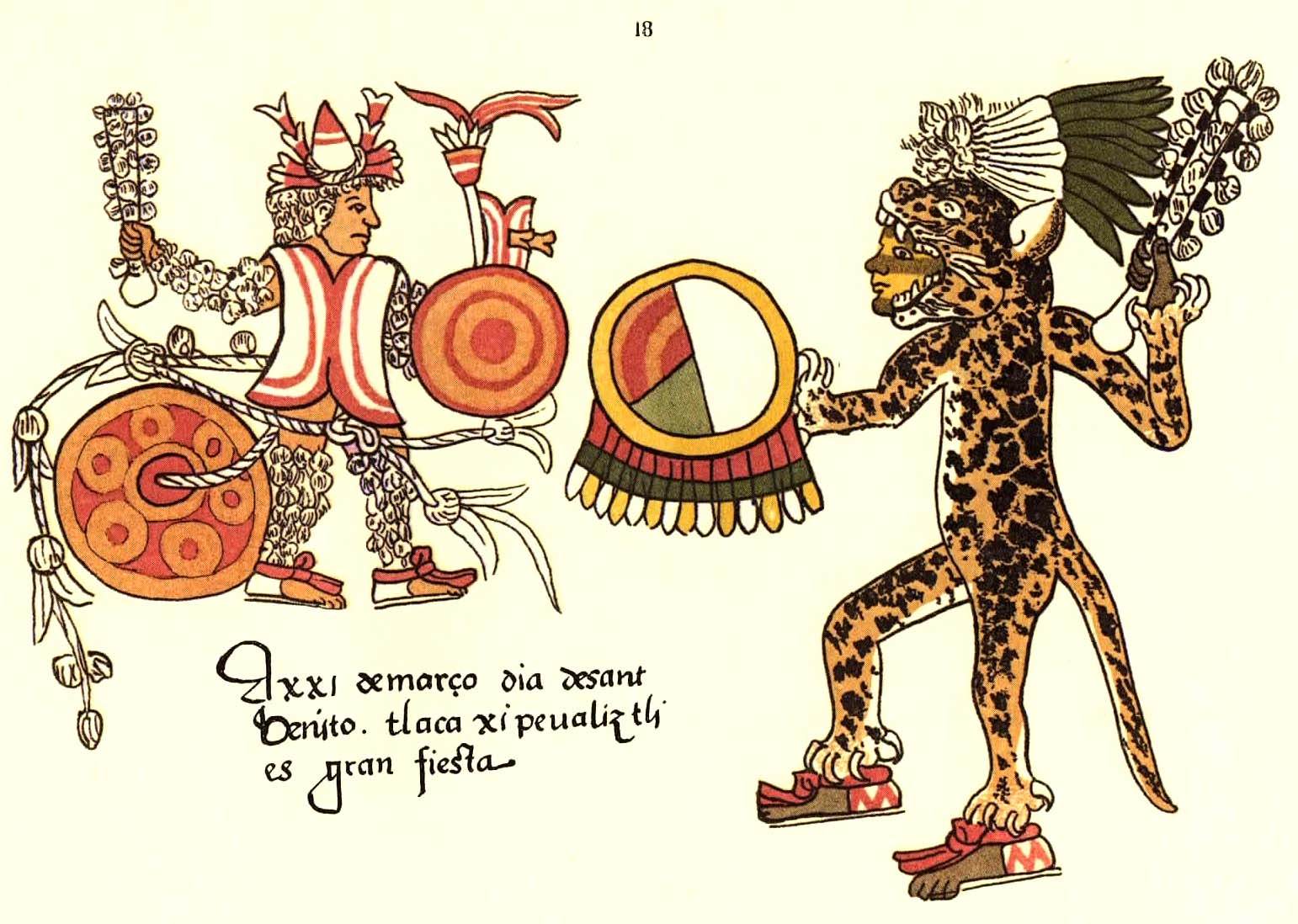
Sacrifice gladiatorial (Codex Magliabechiano, folio 30).

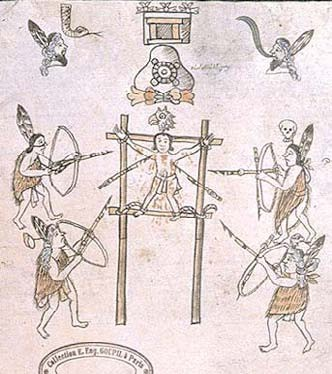
Sacrifice à coups de flèches (Historia tolteca-chichimeca, folio 28r).

La méthode la plus documentée est la cardiectomie (excision du cœur), mais les formes de sacrifices étaient variées : par le combat (sacrifice gladiatorial), par éviscération, par crémation, par pendaison, à coups de flèches ou de javelines, par chute dans le vide, par enfouissement vivant (parfois dans une salle dont on faisait s'écrouler le toit), par coups de la tête contre un rocher, par écrasement dans un filet, par noyade, par décapitation, par dépeçage, par lapidation ou encore par écorchement.

#### Cardiectomie
Cette méthode, considérée comme la plus fréquente, était généralement exécutée sur une victime encore vivante.
Le sacrifié était généralement mené dans un lieu sacré, qui était le plus souvent un temple en haut d'une pyramide, mais ce type de sacrifice pouvait également être pratiqué directement sur un cadavre sur le champ de bataille.
Il était allongé sur une pierre de sacrifice (« techcatl ») de forme variable (trapézoïdale, conique ou parallélépipédique), mais presque toujours plus haute que large (sauf dans le cas de l'utilisation des cuauhxicalli comme autel de sacrifice, qu'il s'agisse de chac-mool ou de grandes pierres cylindriques telles que la pierre du Soleil ou la pierre de Tizoc), et d'une taille verticale de plus ou moins 50 cm ; on utilisait aussi parfois comme support des tambours (« teponaztli ») ou le dos d'un prêtre, dont on peut supposer que les chac-mool étaient des substituts en pierre.
Le sacrifié était fermement maintenu par cinq prêtres : un pour chaque bras et chaque jambe, et un qui maintenait sa tête à l'aide d'un joug (« maquizcoatl »).
Le prêtre ouvrait la poitrine à l'aide d'un couteau de silex parfois pourvu d'un manche et nommé « ixquauac » (« gros visage ») ou « tecpatl » (« silex », par métonymie). On ne connaît pas la technique exacte utilisée pour extraire le cœur, mais plusieurs hypothèses de méthode ont été émises (et même parfois testées sur des cadavres) par des chirurgiens, dont les plus plausibles sont l'incision intercostale latérale du côté gauche, la thoracotomie bilatérale transversale et la coupure horizontale de l'épigastre.

#### Sacrifice gladiatorial
Le sacrifice gladiatorial (« tlahuahuanaliztli » en nahuatl) opposait une victime, attachée par une corde blanche à un « temalacatl » et armée d'un macuahuitl factice (sans lames d'obsidienne), à une succession de guerriers d'élite (aigle et jaguar) munis d'une arme réelle.
Une fois le sacrifié vaincu, les prêtres procédaient à sa cardiectomie, à sa décapitation puis à son écorchement.

#### Écorchement

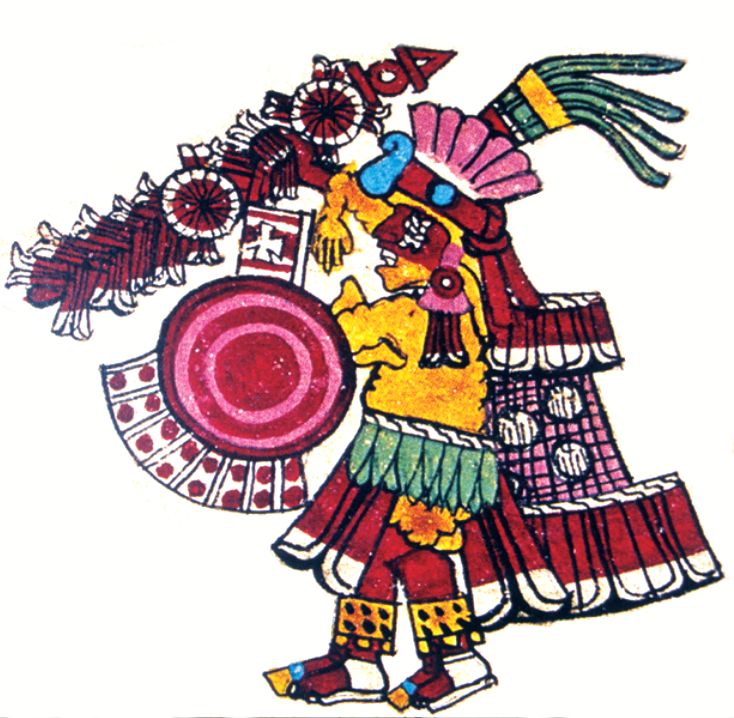
Personnage portant une peau de sacrifié écorché et les insignes du dieu Xipe Tótec lors de la vingtaine huey tecuílhuitl (Codex Borbonicus).

Pour le sacrifice de Toci pendant le mois d’Ochpaniztli : une femme était décapitée et écorchée. Lors de la fête de Xipe Totec à Tenochtitlan, les prêtres écorchaient les victimes pour se revêtir de leur peau.

#### Décapitation
Des femmes étaient sacrifiées par décapitation pour les divinités agricoles. Pour le sacrifice de Toci pendant le mois d’Ochpaniztli, une femme était décapitée et écorchée.

#### Flèches
Lors de certains sacrifices pour le dieu Xipe Totec, on mettait la victime à mort à coups de flèches.

### Offrandes

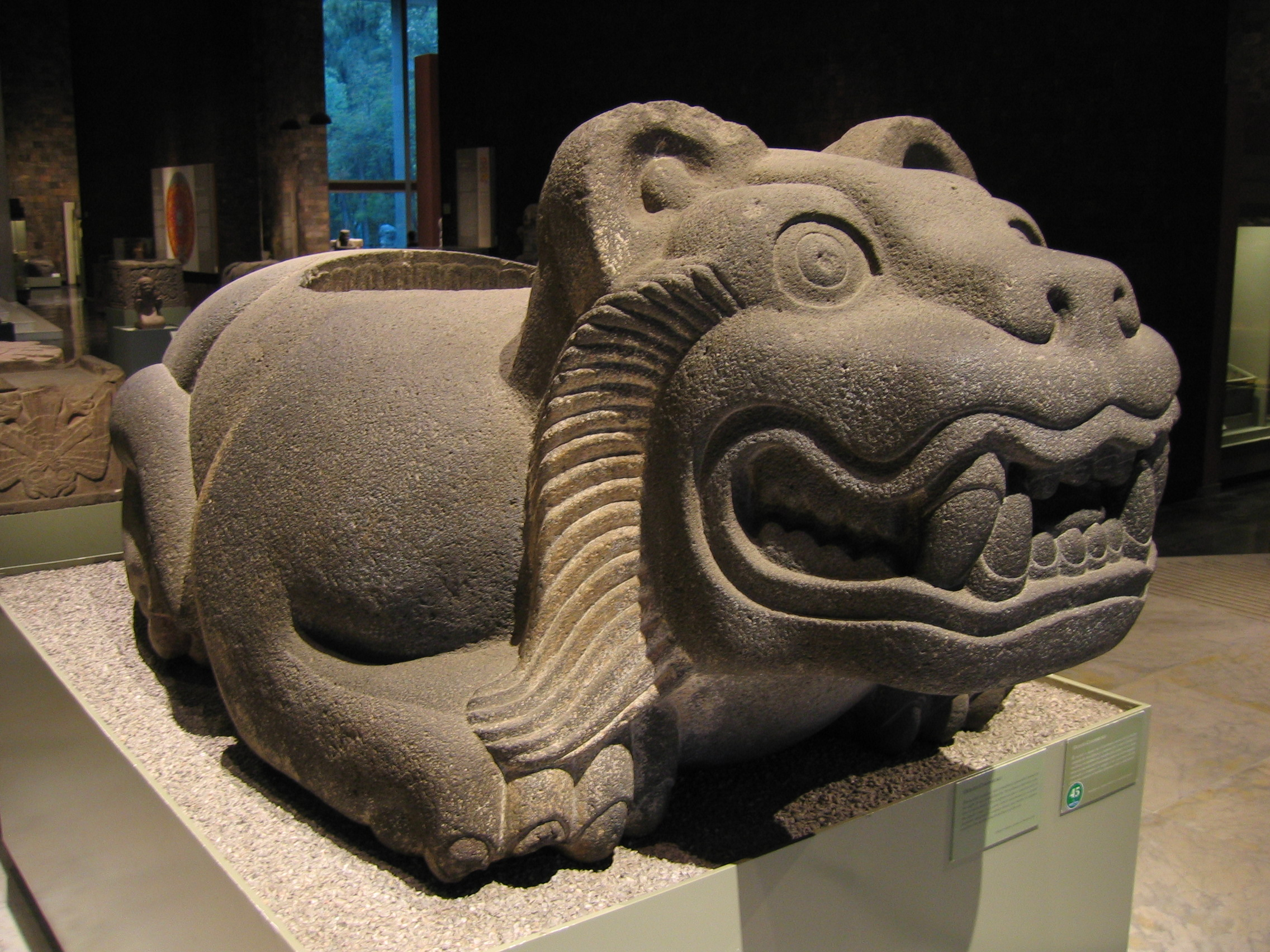
Cuauhxicalli en forme de jaguar (salle mexica du musée national d'anthropologie de Mexico).

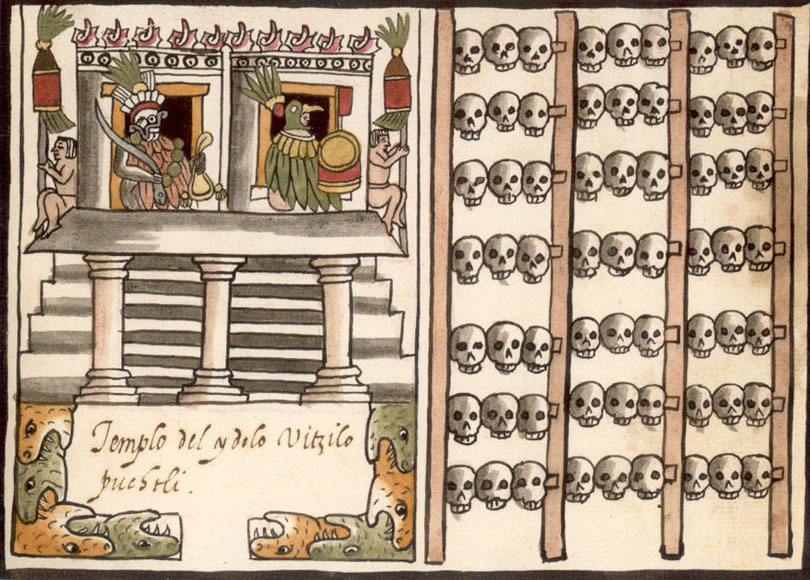
Représentation d'un tzompantli, à droite (Codex Tovar).

Le sacrifice était suivi d'offrandes à la divinité à laquelle était dédiée la cérémonie. Cette divinité pouvait être symbolisée par une représentation artistique (sculpture) ou un animal vivant (reptile, par exemple).
Dans le cas des sacrifices par cardiectomie, le cœur du sacrifié était ensuite brandi ou lancé vers un symbole du dieu auquel était dédié le sacrifice, voire frotté ou écrasé contre une représentation du dieu. La plupart des sources indiquent que le cœur et le sang étaient finalement entreposés dans un réceptacle, souvent un « cuauhxicalli » (« réceptacle de l'aigle »), pour que le dieu puisse le manger ; il pouvait aussi être brûlé, enterré ou mangé.
La peau et le crâne étaient aussi des éléments importants de l'offrande. Une fois la tête détachée du corps par les prêtres, le crâne était enchâssé dans une barre en bois du tzompantli de l’enceinte sacrée,.

### Usages de la dépouille

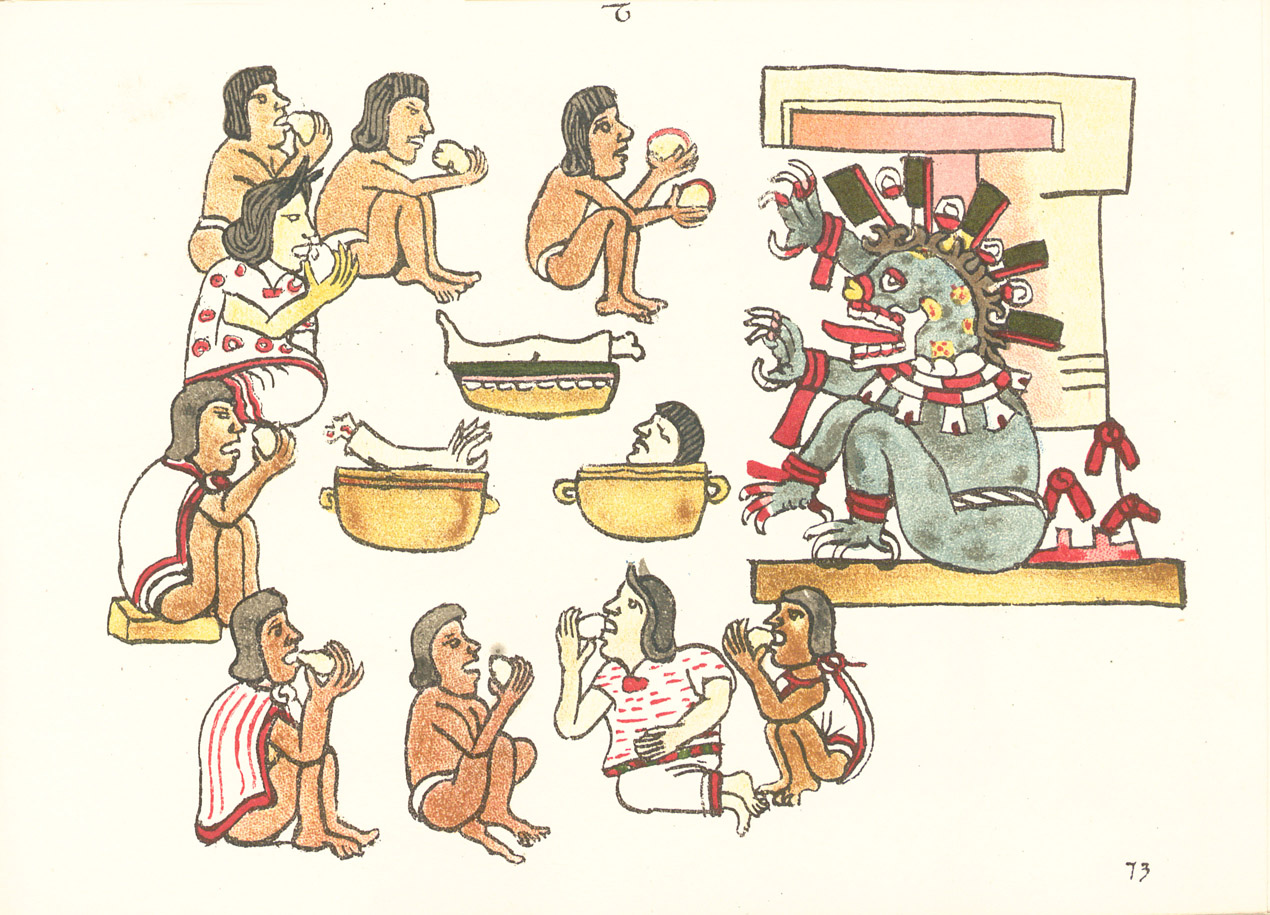
Repas anthropophage après un sacrifice humain (codex Magliabechiano, recto du folio 73).

Après le sacrifice et les offrandes rituelles, la dépouille était généralement découpée en morceaux. Dans le cas des prisonniers de guerre, le corps était d'abord jeté du haut de la pyramide.
Les ossements pouvaient servir à la fabrication d'instruments de musique, de cuillères, de poinçons ou encore de parure.
La chair du sacrifié était une nourriture sacrée réservée à certaines personnes (le cœur était mangé par les prêtres, alors que les cuisses étaient réservées à l’empereur) ou à des animaux sauvages gardés en captivité (serpents, jaguars) qui représentaient certaines divinités.

## Nombre et fréquence des sacrifices
On ne connaît pas précisément l'ampleur totale des sacrifices dans l'histoire de l'Empire aztèque. Cependant, il est certain, au moins à partir du règne de Moctezuma Ier, que la religion aztèque pratiquait le rite du sacrifice humain de manière régulière et massive.

### Évolution historique
Vers 1450, lors d'une période de famine très longue et intense, Tlacaelel a instauré la guerre fleurie, une forme de guerre rituelle, où l'on s'efforce non pas de tuer mais de capturer les guerriers adverses pour les sacrifier, pour calmer la colère des dieux assoiffés de sang humain.
À partir de cette époque, sous le règne de Moctezuma Ier, le nombre des sacrifices humains a pris de l’ampleur.

### Situation auXVIesiècle
Les occasions de sacrifices étaient nombreuses car les guerres étaient fréquentes et les dieux innombrables : famine, sécheresse, inondation, départ à la guerre, couronnement, consécration d’un temple pouvaient faire l'objet de sacrifices.
Hernán Cortés a estimé que 3 000 à 4 000 personnes étaient sacrifiées par an. Le nombre de sacrifiés le plus important évoqué dans les chroniques apparaît dans le codex Durán, qui affirme qu'en 1487, pour célébrer la rénovation du Templo Mayor de Mexico-Tenochtitlan par Ahuitzotl, 80 400 captifs auraient été sacrifiés en quatre jours, même si ce chiffre est probablement exagéré (le codex Telleriano-Remensis évoque quatre fois moins de victimes),,.
Les Aztèques procédaient à des sacrifices rituels lors de nombreuses cérémonies régulières, mais aussi plus ponctuellement, pour célébrer certains évènements ou se protéger de certaines menaces.

#### Cérémonies sacrificielles régulières
Les principaux rituels réguliers étaient liés aux dix-huit fêtes des vingtaines (mois de vingt jours) du xiuhpohualli (calendrier solaire aztèque).
Il n'existe pas de consensus sur l'existence de jours épagomènes permettant à ce calendrier de 365 jours de correspondre à l'année tropique, qui en compte environ 365,2422 soit presque six heures de plus. En se basant sur l'hypothèse que ces jours n'existaient pas, Michel Graulich soutient que la date de ces fêtes s'était peu à peu décalée du rythme des saisons et donc du sens originel de ces rituels liés à l'activité agricole (semailles, récoltes, saison des pluies, etc.), au point qu'en 1519 le décalage était de 209 jours ; selon cette hypothèse, à cette époque, 835 ans après la dernière période où fêtes et saisons coïncidaient parfaitement, seuls les prêtres connaissaient le sens exact de ces rituels.

##### Fêtes annuelles
« Ochpaniztli » (« fête du balayage »), « teotlaco » (« les dieux arrivent »), « tepeilhuitl » (« fête des montagnes »), « quecholli » (« spatule rose »), « panquetzaliztli » (« érection des bannières »), « atemoztli » (« chute des eaux »), « tititl » (« étirement »), « izcalli » (« croissance », « vivification »), « atlcahualo » (« arrêt des eaux »), « cuahuitlehua » (« arbre se dresse »), « tlacaxipehualiztli » (« écorchement des hommes »), « tozoztontli » (« petite vieille »), « huey tozoztli » (« grande vieille »), « toxcatl » (« sécheresse »), « etzalcualiztli » (« manducation de bouillie de maïs »), « tecuihuitontli » (« petite fête des seigneurs »), « huey tecuilhuitl » (« grande fête des seigneurs »), « tlaxochimaco » (« offrande de fleurs »), « miccailhuitl » (« petite fête des morts »), « xocotl huetzi » (« fruit qui tombe »), « huey miccailhuitl » (« grande fête des morts »).

##### Autres rituels
La cérémonie de la ligature des années qui avait lieu tous les 52 ans sur une colline au sud de Tenochtitlan (Huixachtecatl) était l'occasion d'un seul sacrifice pour allumer le « feu nouveau ».
Au cours des jeux de pelote (« tlachtli »), qui avaient lieu sur un terrain situé dans l'enceinte sacrée de la ville, une partie des joueurs était sacrifiée.
La guerre fleurie était une autre façon d'alimenter régulièrement les sacrifices.

#### Rituels exceptionnels
Les Aztèques procédaient à des sacrifices lorsqu'ils inauguraient des monuments, lors des guerres et des funérailles.
Au cours des conflits qui les opposaient aux peuples voisins, les Aztèques capturaient des prisonniers en vue de sacrifices futurs pour les dieux. Au début de son règne, chaque empereur devait partir à la guerre pour faire des prisonniers destinés au sacrifice.

### Ouvrages
- Michel Graulich, Le Sacrifice humain chez les Aztèques, Paris, Fayard, 2005, 415 p. (ISBN 978-2-213-62234-7, LCCN 2005418258). Une des principales monographies de référence sur le sujet.

1. 1 2  Graulich 2005, p. 11.
2. ↑  Bartolomé de Las Casas, Apologética Historia sumaria, vol. 2, 1967, p. 247 (cité par Graulich 2005, p. 11, note 9).
3. ↑  Eulalia Guzmán, Relaciones de Harnán Cortés a Carlos V sobre la invasión de Anáhuac : Aclaraciones..., Orion, 1958 (cité par Graulich 2005, p. 11 et note 10 p.363).
4. ↑  Peter Hassler, Menschenopfer bei den Azteken? Eine Quellenkritische Studie, Berne, 1992 (cité par Graulich 2005, p. 11).
5. ↑  Laurette Séjourné, Altamerikanische Kulturen, Fischer, 1971 (cité par Graulich 2005, p. 11).
6. ↑  Graulich 2005, p. 29-30.
7. ↑  Graulich 2005, p. 30.
8. ↑  (de) K. Th. Preuss, « Das Reliefbild einer mexikanischen Todes-Gottheit im Königlichen Museum für Völkerkunde zu Berlin », Verhandlungen der Berliner Gesellschaft für Anthropologie, Ethnologie und Urgeschichte,‎ 1902 (cité par Graulich 2005, p. 30).
9. ↑  (de) Eduard Seler, Gesammelte Abhandlungen zur Amerikanischen Sprach-und Altertumskunde, vol. 3, Berlin, Ashler & Co, 1902-1923, 282-285 p. (cité par Graulich 2005, p. 30).
10. 1 2 3  Graulich 2005, p. 35.
11. 1 2  Graulich 2005, p. 34-35.
12. ↑  Comme Lucas Alaman en 1844, Edward Payne dans son History of the New World called America (1892-1899) ou, plus récemment, l'anthropologue Michael Harner en 1977 (cités par Graulich 2005, p. 36-37).
13. 1 2  Graulich 2005, p. 36-37.
14. 1 2  Graulich 2005, p. 37.
15. ↑  Graulich 2005, p. 185.
16. ↑  Graulich 2005, III, 2 (Les victimes, p. 203-212).
17. ↑  Graulich 2005, p. 215-216.
18. ↑  Graulich 2005, p. 258-259.
19. ↑  Graulich 2005, p. 302.
20. ↑  Graulich 2005, p. 301.
21. ↑  Graulich 2005, p. 299-301.
22. ↑  Graulich 2005, p. 304.
23. ↑  Graulich 2005, p. 306.
24. 1 2  Graulich 2005, p. 307.
25. ↑  Graulich 2005, p. 304-305.
26. ↑  Graulich 2005, p. 306-307.
27. ↑  Graulich 2005, p. 307-308.
28. ↑  Graulich 2005, p. 296.
29. ↑  Graulich 2005, p. 271-273.
30. ↑  Graulich 2005, p. 275.
31. ↑  Graulich 2005, p. 279.
32. 1 2  Graulich 2005, p. 278.
33. ↑  Graulich 2005, p. 295.
34. ↑  Graulich 2005, p. 292-293.
35. ↑  Graulich 2005, p. 293-294.
36. ↑  Graulich 2005, p. 294-295.
37. ↑  Graulich 2005, p. 314-315.
38. 1 2  Graulich 2005, p. 314-316.
39. ↑  Graulich 2005, p. 316, 317 et 320.
40. ↑  Graulich 2005, Avant-propos (p. 7 et 24)
41. 1 2 3  Graulich 2005, p. 99.
42. ↑  Graulich 2005, p. 98-132.
43. ↑  Graulich 2005, p. 132-141.

- (es) Yolotl González Torres, El sacrificio humano entre los mexicas, Mexico, Fondo de Cultura Económica & INAH, 1985 (réimpr. 2003), 1re éd., 329 p. (ISBN 978-968-16-1695-3, LCCN 85212259). Une des principales monographies de référence sur le sujet.

1. 1 2  González Torres 2003, p. 163.
2. 1 2 3  González Torres 2003, p. 74.
3. ↑  González Torres 2003, « Material de estudio », « Relatos de testigos » (p. 77).
4. ↑  González Torres 2003, « Material de estudio », « Relatos de testigos » (p. 78).
5. ↑  González Torres 2003, « Material de estudio », « Fuentes acerca del sacrificio » (p. 80).
6. ↑  González Torres 2003, « Los sacrificantes individuales » (p. 217-242).
7. ↑  González Torres 2003, « El sacrificante » (p. 195-196).
8. ↑  González Torres 2003, « El sacrificante » (p. 195-253).
9. ↑  González Torres 2003, « El sacrificante » (p. 196).
10. ↑  González Torres 2003, El sacrificador (p. 189).
11. ↑  González Torres 2003, El sacrificador (p. 190).
12. 1 2 3  González Torres 2003, p. 173.
13. ↑  González Torres 2003, p. 124, cité par Graulich 2005, p. 293.

### Autres références
1. 1 2 3  González Torres 2003, p. 40.
2. ↑  Voir par exemple sur le site de la FAMSI (es) Sacrificio humano y tratamientos mortuorios en el Templo Mayor de Tenochtitlán de Ximena Chávez Balderas.
3. 1 2  Cawthorne 1999, p. 35.
4. ↑  Cawthorne 1999, p. 44.
5. 1 2 3  Hosotte 2001, p. 150.
6. ↑  González Torres 2003, p. 41.
7. ↑  Graulich 2003, p. 17-18.
8. 1 2  Cawthorne 1999, p. 55.
9. 1 2 3  Simoni 2002, p. 646.
10. ↑  Soustelle 2002, p. 74.
11. ↑  Bernardo R. Ortiz de Montellano, « El canibalismo azteca ¿una necesidad ecológica? », Anales de Antropología, UNAM, vol. 16,‎ 1979 (lire en ligne).
12. 1 2  Hosotte 2001, p. 164.
13. 1 2 3  Hosotte 2001, p. 169.
14. 1 2  Hosotte 2001, p. 157.
15. ↑  Hosotte 2001, p. 158.
16. ↑  Hosotte 2001, p. 153.
17. ↑  Hosotte 2001, p. 151.
18. 1 2  Hosotte 2001, p. 152.
19. 1 2  Hosotte 2001, p. 171.
20. 1 2  Hosotte 2001, p. 172.
21. ↑  Cawthorne 1999, p. 8.
22. ↑  Cawthorne 1999, p. 56.
23. ↑  Cawthorne 1999, p. 31.
24. ↑  Soustelle 2002, p. 47.
25. ↑  Hosotte 2001, p. 170.
26. ↑  (es) « habían de sacrificar a sus dioses nuestros corazones y sangre, y con las piernas y brazos que bien tendrían para hacer hartazgos y fiestas, y que los cuerpos echarían a los tigres y leones y víboras y culebras que tienen encerrados, que se harten de ellos » (Bernal Díaz del Castillo, Historia verdadera de la conquista de la Nueva España, chap. LVI, Cómo nos dieron guerra en México, y los combates que nos daban, y otras cosas que pasamos).
27. ↑  Hosotte 2001, p. 155.
28. ↑  Charles C. Mann, Marina Boraso (trad.), 1491. Nouvelles révélations sur les Amériques avant Christophe Colomb, Albin Michel, 2007,  (ISBN 9782226175922), p. 144.
29. ↑  Ce chiffre a d'ailleurs paru tellement élevé à certains auteurs qu'ils contestent la possibilité matérielle de tuer autant de personnes en aussi peu de temps (cf. Wolfgang Haberland, « La vallée de Mexico », in Les Aztèques - Trésors du Mexique ancien, Bruxelles, 1987, p. 80).
30. ↑  Ross Hassig, Time, history, and belief in Aztec and Colonial Mexico, University of Texas Press, 2001, p. 74
31. ↑  Duby 1994, p. 406.
32. ↑  Observatoire de Paris.
33. ↑  Hosotte 2001, p. 156.
34. ↑  Cawthorne 1999, p. 59.